# DVB-S

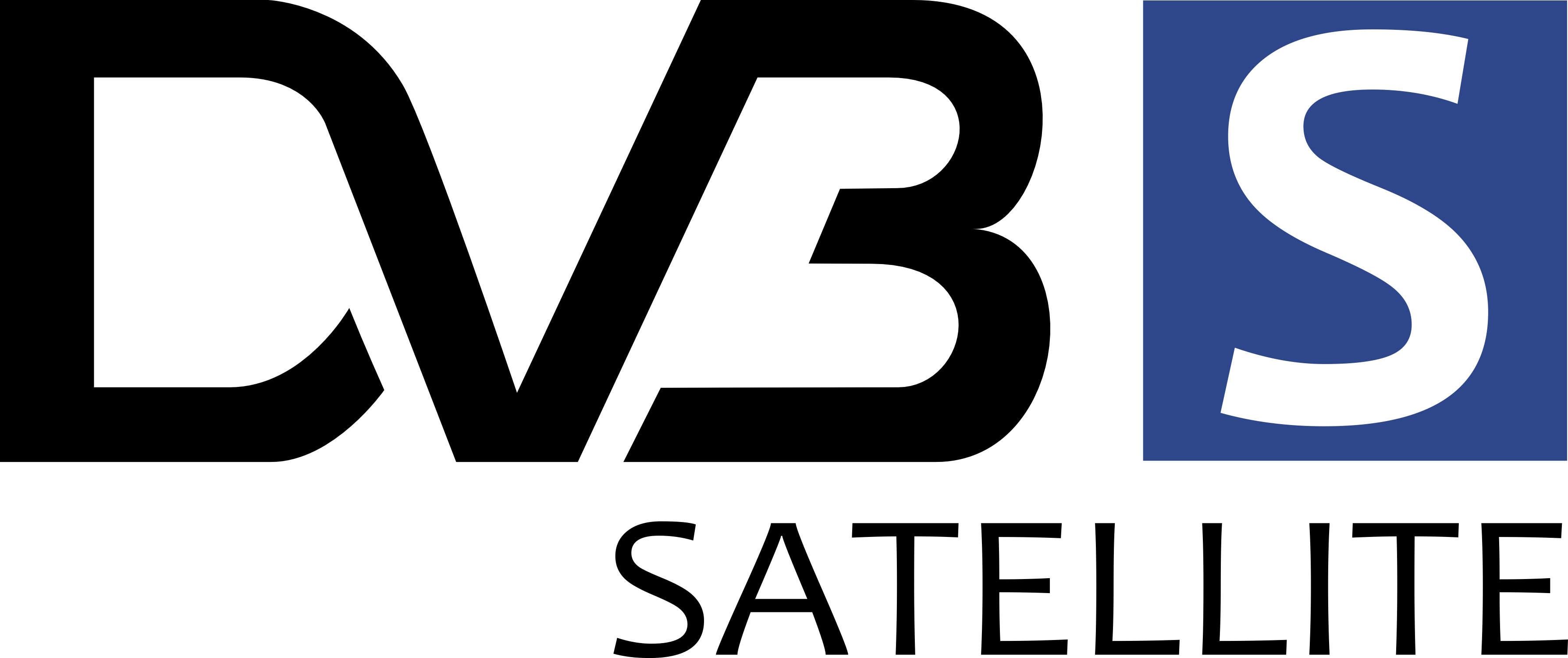
DVB-S-Logo

DVB-S (Abkürzung für englisch Digital Video Broadcasting – Satellite; deutsch etwa „Digitales Satellitenfernsehen“) und der Nachfolgestandard DVB-S2 sind Bezeichnungen für die Ausstrahlung von DVB-Signalen per Rundfunksatellit.
Die Ausstrahlung von DVB per Satellit (beispielsweise Astra, Eutelsat) ist die meistgenutzte DVB-Variante. Hier werden dank der großen Datenübertragungsrate die meisten Fernseh- und Hörfunkprogramme sowie Zusatzdienste übertragen (beispielsweise ARD und ZDF seit August 1997). Allein über die Astra-Satelliten wurden Ende 2008 mehr als 1.500 Radio- und Fernsehprogramme übertragen, davon waren knapp 300 Fernsehprogramme und Telemediendienste sowie etwa 170 unverschlüsselte Radiosender. Im Gegensatz zu DVB-C („C“ für engl. cable ‚Kabel‘) und DVB-T („T“ für terrestrisch) benötigt DVB-S keine Zusatzinfrastruktur (Kabelnetze, terrestrische Senderketten) und bietet somit auch in abgelegenen Gebieten Rundfunkempfang. Es gibt Parabolantennen, die durch automatische Nachführung der Antenne den Empfang in Flugzeugen, auf Schiffen oder sogar in Bussen während der Fahrt ermöglichen. Daher trifft die Bezeichnung „Überallfernsehen“ eher auf DVB-S als auf DVB-T zu. DVB-S dient teilweise sogar als Datenlieferant für die Kabelnetze bzw. DVB-T.

## Geräte und Kosten
Laufende Kosten entstehen bei DVB-S im Gegensatz zu DVB-C nicht (von Pay-TV abgesehen), da der Satellitenbetrieb von den Rundfunkveranstaltern bezahlt wird. Da aber ältere Fernsehgeräte das DVB-S-Signal nicht direkt empfangen können, ist bei diesen der Einsatz eines Digitalreceivers notwendig.
Ein wichtiger Vorteil von DVB-S besteht darin, dass auf einem Transponder im Gegensatz zur analogen Verbreitung mehrere Programme abgestrahlt werden können (MCPC). Das stellt für die Programmanbieter einen Kostenvorteil dar, da die Miete eines Satelliten-Transponders sehr kostenintensiv ist. Die Anzahl der gleichzeitig über einen Transponder abgestrahlten Programme hängt von der Datenübertragungsrate ab, die den jeweiligen Programmen zugeordnet wird. Durchschnittlich liegt die Programmanzahl bei SDTV bei ca. acht Fernseh-Vollprogrammen mit durchschnittlicher Auflösung, bei HDTV bei ca. vier Programmen.

## Übertragungstechnik und Modulationsverfahren
DVB-S enthält Optimierungen für die satellitenspezifischen Eigenschaften (fehlende Reflexionen, geringes Träger-Rausch-Verhältnis (CNR), Sendesignal mit niedrigem Crestfaktor) bei der Übertragung von digitalen Daten. Genutzt wird QPSK-Modulation. Bei MCPC-Signalen („Multiple Channel per Carrier“, mehrere Kanäle pro Trägerfrequenz) werden sehr hohe Symbolraten größer 10.000 kSym/s benutzt, bei SCPC-Signalen („Single Channel per Carrier“, ein Kanal pro Trägerfrequenz) niedrige Symbolraten kleiner 10.000 kSym/s. Da durch die Übertragungsart via Satellit im Gegensatz zu digitalen Kabelsignalen (also DVB-C) ein äußerer Fehlerschutz (FEC) nötig wird, ergeben sich im Datenstrom hohe Fehlerkorrektur-Anteile von typisch 1/6 bis 1/3 der Bruttodatenrate. Bei DVB-S2 (siehe unten) ist trotz des besseren Korrekturverfahrens der benötigte Fehlerkorrekturanteil meist genauso groß oder gar größer, da meist 8 PSK statt 4 PSK (QPSK) zum Einsatz kommt.

## Empfang
Zum Empfang von Satellitenrundfunk wird eine Parabolantenne mit digitaltauglichem Signalumsetzer (LNB) benötigt, die über verschiedene Verkabelungsverfahren (beispielsweise Sat-ZF-Verteilung oder Unicable) die Signale zum Verbraucher weiterleitet.
Es gibt zahlreiche LNB-Bauformen, die sich durch verschiedene Kriterien (nach Frequenzbereich, Bauform, Anzahl der anschließbaren Teilnehmer, Multischalter-Funktionalität) unterscheiden.

## Programmvielfalt der Frequenzbänder im Vergleich mit anderen DVB-Übertragungsarten
Pro Satellit werden zwei Polarisationsebenen genutzt (meist horizontal und vertikal, seltener links- und rechtsdrehend). Deshalb kann dieser Frequenzbereich annähernd doppelt genutzt werden. An jeder Orbitalposition können Satellitengruppen stationiert sein, die aus mehreren Satelliten bestehen – bei Astra auf 19° Ost sind dies beispielsweise derzeit vier Satelliten. Alle Satelliten einer Orbitalposition teilen sich die 4 GHz Bandbreite, sofern sie alle auf dasselbe Empfangsgebiet ausgerichtet sind.
Viele Frequenzen und mehrere Satellitenpositionen ermöglichen viele Programme. Theoretisch ist DVB-S DVB-C im Bereich der Programmzahl nur beim Empfang mehrerer Satellitenpositionen überlegen. Zwar ist die nutzbare HF-Bandbreite pro Satellitenposition im Ku-Band mit 4 GHz deutlich größer als in Kabelnetzen bei DVB-C (0,8 GHz), allerdings relativiert sich der Wert etwas, wenn man den geringeren Signal-Rausch-Abstand von DVB-S (arbeitet mit QPSK) im Vergleich zu DVB-C (verwendet meist QAM) betrachtet. Unter Berücksichtigung des Shannon-Hartley-Gesetzes errechnet sich eine ähnliche Kanalkapazität.
Der direkte Vergleich sieht so aus:
- je Satellit: 4 GHz/40 MHz = 100 digitale QPSK-Transponder (4 GHz = Satellitenkapazität, 40 MHz = Bandbreite pro Transponder inkl. Zwischenraum)
- Kabel: ca. 800 MHz/8 MHz = 100 digitale QAM-Kanäle (800 MHz = Kabelkapazität, 8 MHz = Kabelkanalbandbreite)

Allerdings kann man zur weiteren Steigerung der Programmanzahl bei DVB-S mehrere Satellitenpositionen zum Empfang nutzen und so die Programmzahl über die Begrenzung der Bandbreite einer Satellitenposition im Ku-Band erhöhen. Beim Kabelempfang müsste man, um den gleichen Effekt zu erreichen, zwischen verschiedenen Kabelnetzen umschalten. In der Praxis ist daher das Programmangebot über Satellit (beispielsweise ASTRA) ein Vielfaches des Angebots eines Kabelnetzbetreibers.
Bei dieser Berechnung ist nicht berücksichtigt, dass es sich bei der Bandbreite des DVB-S nur um momentan benutzte Frequenzen im Ku-Band handelt. Eine Erweiterung durch andere Frequenzbänder ist jederzeit technisch machbar und bedeutet, beispielsweise bei Erweiterung durch das Ka-Band (17,7–21,2 GHz), mehr als eine Verdoppelung der nutzbaren Bandbreite einer Satellitenposition, was dann 250 digitalen QPSK-Transpondern entspricht. Künftig könnte das Ka-Band auch zusätzliche Multimedia- oder Programmangebote liefern. Auch wäre theoretisch zur weiteren Angebotssteigerung noch die Nutzung des C-Bandes möglich. Jedoch ist das wegen des benötigten großen Antennendurchmessers unwahrscheinlich.
Neben dem in Europa üblichen Ku-Band wird in Amerika, Asien und Afrika auch das C-Band (3,4–4,2 GHz) genutzt. Dieses zeichnet sich durch eine wesentlich geringere Störanfälligkeit bei Regen aus. Für den Empfang der meisten Satelliten sind hier Spiegeldurchmesser ab 2 m nötig. Dieses Band bietet im deutschsprachigen Raum nur wenige zusätzliche, dafür aber einige sehr exotische Programme.
Deutlicher geht der Vergleich von DVB-S mit DVB-T aus: DVB-T hat mit maximal 0,5 GHz eine geringere nutzbare Bandbreite. Die HF-Bandbreite ist deutlich geringer, auch der mögliche Gleichwellenbetrieb behebt nicht das Problem, dass nur max. 15 Prozent der Frequenzen benutzt werden können. Weiter reduziert die Bandbreite die meist nur mögliche Modulation (COFDM in 16QAM oder 64QAM) sowie das Guard Intervall. Alle Effekte zusammen betrachtet ergeben, dass DVB-T etwa fünf Prozent der Datenrate von DVB-S erlaubt. Alternative Topologien sind nur mit hohem Aufwand möglich.

## DVB-S2

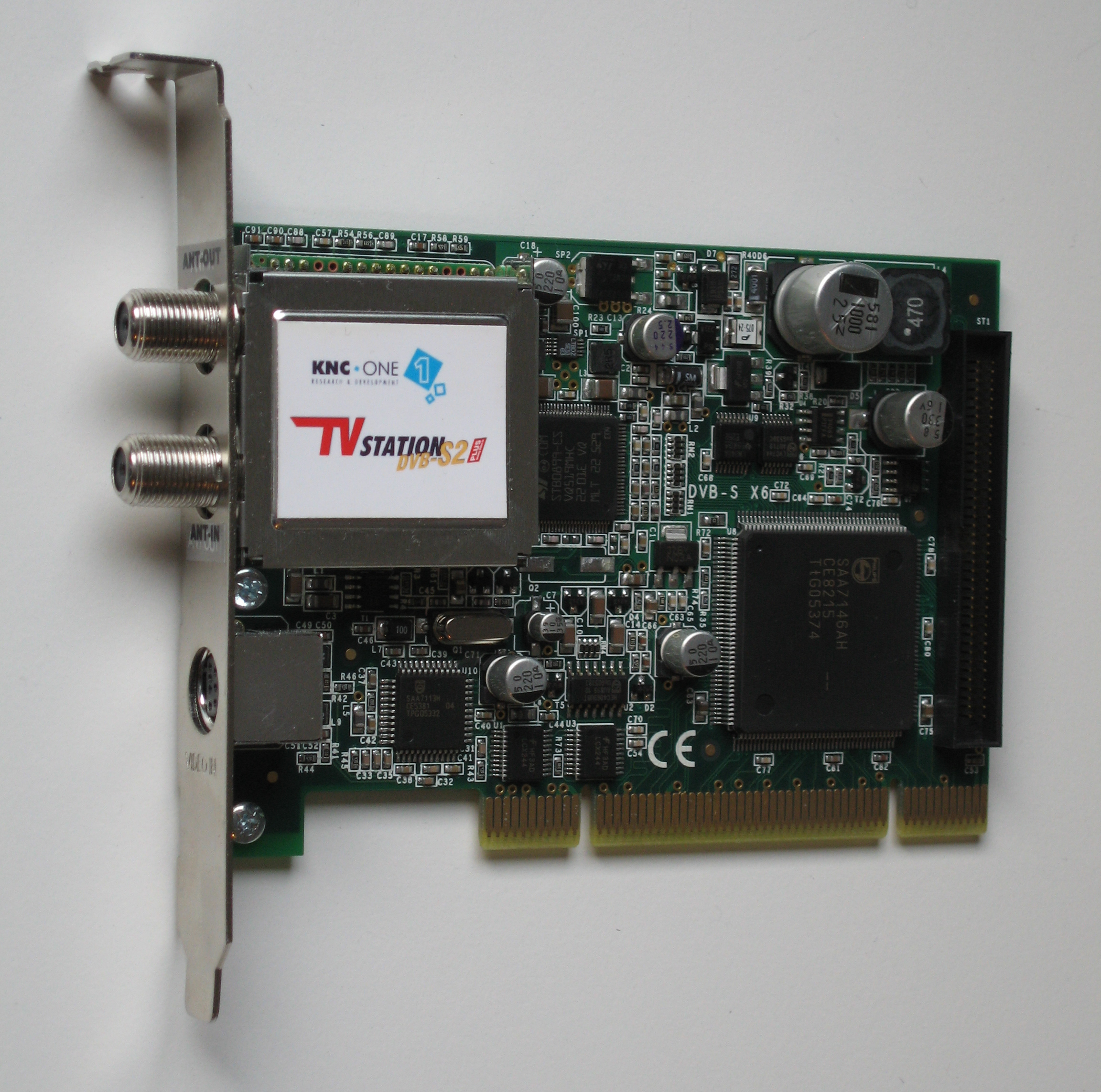
Eine der ersten DVB-S2-Fernsehkarten.

DVB-S2 ist eine Weiterentwicklung des DVB-S-Standards. Durch Verwendung verbesserter Kodierungs-, Modulations- und Fehlerkorrekturverfahren wird die Datenrate um bis zu 30 % gesteigert. Im März 2005 ratifizierte ETSI den DVB-S2-Standard unter der Nummer EN 302 307. Zur Umstellung des Empfangs von DVB-S auf DVB-S2 wird kein neuer Signalumsetzer (LNB) benötigt, „lediglich“ neue Set-Top-Boxen (Receiver) bzw. Fernsehgeräte mit entsprechendem DVB-S2-Empfangsteil.
Anstelle von 4PSK (QPSK) bei DVB-S verwendet DVB-S2 optional die Modulationsarten 8PSK, 16APSK oder 32APSK. Die Anpassung (ACM) erfolgt optional durch Rückmeldung der Empfangsqualität durch Referenzempfänger. So kann bei schlechter Empfangslage die Modulation verändert werden, um einen Empfangsabbruch zu vermeiden.
Bei gleicher Bitfehlerhäufigkeit (BER) erfordert 8PSK ein höheres Signal-Rausch-Verhältnis (SNR) von etwa 4 bis 4,5 dB. Gleichzeitig wird meistens (außer beispielsweise beim Dish Network in den USA) der effizientere Fehlerkorrektur-Code LDPC eingesetzt, der etwa 1,5 dB weniger Rauschabstand als DVB-S benötigt. Unter anderem deshalb wird auch eine höhere Netto-Datenrate gegenüber DVB-S erzielt. LDPC kann auch bei QPSK zur Reduktion der benötigten SNR oder für höhere Netto-Datenraten verwendet werden. Unterhalb der für fehlerfreien Empfang benötigten SNR führt LDPC jedoch schneller zu totalem Signalverlust, während bei DVB-S zunächst immer mehr Bildfehler entstehen.
DVB-S2 ermöglicht auch eine effizientere Auslastung von DVB-C-Kanälen in Kabelnetzen, die als Signalquelle Satelliten-TV-Transponder verwenden. Waren „breite“ Astra-Transponder im DVB-S-Modus in der Lage, typischerweise ca. 38 MBit/s Nettodatenrate zu transportieren (DVB-S, QPSK, 27500 kSymb/s, FEC 3/4) und damit einen Kabelkanal mit 64-QAM-Modulation weitgehend zu füllen, stehen im moderneren Modulationsschema 256-QAM in Kabelnetzen 50,8 MBit/s Nettodatenrate zur Verfügung. Eine bessere Auslastung dieser Nettodatenrate ist nur bei einer Zuführung mit DVB-S2 möglich.
So ergibt der Modus DVB-S2, Pilot on, 8PSK, 22000 kSymb/s, FEC 2/3 eine Nettodatenrate von ca. 42,5 MBit/s. Die öffentlich-rechtlichen HDTV-Programme laufen in Deutschland mit dieser Konfiguration auf „schmalen“ Astra-Transpondern. Eine Absenkung des Fehlerschutzes auf FEC 3/4 ergibt bei ansonsten identischen Parametern eine Nettodatenrate von ca. 47,7 MBit/s, benötigt aber ca. 1,3 dB mehr SNR für stabilen Empfang (C/N lock). Einige Transponder von HD+ und von Sky Deutschland nutzen diese Betriebsart. „Breite“ Astra-Transponder erlauben mit der Kombination aus DVB-S2 und der älteren QPSK-Modulation eine noch bessere Auslastung: mit den Parametern DVB-S2, Pilot off, QPSK, 27500 kSymb/s, FEC 9/10 ergibt sich eine Netto-Datenrate von 49,2 MBit/s. Der extrem geringe Fehlerschutz FEC 9/10 wird hier möglich durch die Kombination mit der effizienteren LDPC-Fehlerkorrektur von DVB-S2.
„Breite“ Astra-Transponder, in DVB-S2 und mit der Modulationsart 8PSK betrieben, erreichen Nettodatenraten von 53 MBit/s bis knapp 60 MBit/s und sind deshalb nur praktikabel, wenn der Inhalt des jeweiligen Transponders nicht 1:1 in Kabelnetze eingespeist werden soll.
| Verfahren | QPSK | 8PSK |
| --------- | ---- | ---- |
| DVB-S0    | 4,4  | 8,1  |
| DVB-S2    | 3,1  | 6,6  |

Der Einsatz besserer Algorithmen zur Bilddatenreduktion (beispielsweise H.264 bzw. MPEG-4 AVC statt H.262 bzw. MPEG-2-Video) und besserer Auflösung (HDTV) ist nicht notwendigerweise an DVB-S2 gekoppelt. So sendete das WDR Fernsehen seine HD-Programme H.264-kodiert noch bis Dezember 2021 parallel zu einem im März 2021 aktivierten DVB-S2-Transponder auch über DVB-S (auf denselben Transpondern wie die SD-Programme). Sogar der UHD-Kanal von RTL wird auf einem DVB-S-Transponder verbreitet.  Da aber für neuere Formate ohnehin neue Endgeräte mit anderen Demodulatoren und Decodern benötigt werden, wechseln die meisten Anbieter auch auf ein datenraten-effizienteres und damit für sie kostengünstigeres Modulationsverfahren, wenn dieses von allen auf dem Transponder ausgestrahlten Programmen ohnehin aufgrund der Decoder-bedingten Anforderungen im Empfangsgerät unterstützt wird. Auch aus diesem Grund geht mit DVB-S2 oft ein Wechsel des Audiocodecs zugunsten von Dolby Digital (AC-3) einher, welches die großen Sender allerdings bereits bei DVB-S zusätzlich anbieten. Von den deutschsprachigen HD-Sendern senden nur die öffentlich-rechtlichen und Servus TV noch zusätzlich mit dem üblicherweise für MPEG-2-Audio verwendeten Codec MPEG-1 Audio Layer 2 (MP2).

## DVB-S2X
DVB-S2X ist eine Weiterentwicklung des DVB-S2-Standards. Die Verbesserungen sind geringer als die beim Wechsel von DVB-S auf DVB-S2. Die wesentlichen Änderungen sind:
- Übertragungen bei geringen Carrier to Noise Ratio (CNR) von −10 dBc bis −3 dBc sind möglich.
- Die eingesetzte Amplitudenphasenmodulation kann mit hoher Symbolanzahl bei hohem CNR (+15 dBc bis +20 dBc) betrieben werden und erlaubt so, pro Symbol eine größere Informationsmenge zu übertragen.
- Eine feinere granulare Vorwärtsfehlerkorrektur (FEC)
- Einsatz von hierarchischen Modulationsverfahren möglich

## Videoparameter
Die Programme werden mit einer Auflösung von 720p (1280×720) gesendet. Das ist ein Nachteil gegenüber DVB-T2 und DVB-C wo die Programme mit 1080p ausgestrahlt werden. Somit hat DVB-S eine deutlich wahrnehmbare geringere Bildschärfe.
Der 720p Standard ist längst überholt. So gut wie jede Videoquelle bietet mindestens 1080p.
Die Farbauflösung beträgt 24 Bit. Also 8 Bit jeweils für Rot, Grün, Blau.
Die zeitliche Auflösung des gesendeten Materials (Bilder pro Sekunde) beträgt 25 oder 50. Abhängig von der Zeitauflösung des Quellmaterials. Das Zeilensprungverfahren (ein Relikt aus der Analogtechnik) wird in der Regel nicht genutzt. Die Nachteile (Kantenflimmern) überwiegen die Vorteile (Bandbreiten- bzw. Bitrateneinsparung).
Codiert werden die Programme maximal mit H264. Dieser inzwischen in die Jahre gekommene Codec wurde bei DVB-T2 und DVB-C längst durch H265 ersetzt. Deshalb sind Aufzeichnungen bei DVB-S (DVB-S1 und DVB-S2) deutlich größer als bei DVB-T2, weil der H265-Codec bei gleicher Bildqualität besser komprimiert.
Die Gründe, warum DVB-S nur mit 720p sendet, während die anderen Ausstrahlungsarten längst auf 1080p umgestellt sind, müsste noch ermittelt werden. Auch die Frage, wann eine Umstellung von DVB-S auf 1080p und H265 geplant ist, bzw. was dem im Wege steht, müsste noch geklärt werden.

## Analogabschaltung
Gegenüber der begrenzt teilbaren Bandbreite von analogen Satelliten-Fernsehsendern erlaubt es die digitale Datenkompression, mehrere digitale Sender im selben Frequenzbereich zu verbreiten. Daher wurden die analogen Satellitenkanäle aus Bandbreitengründen und aus wirtschaftlichen Gründen seitens der Sender (z. T. auch der Satellitenbetreiber) im April 2012 abgeschaltet.

## Verbreitung mittels Sat-over-IP
Sat-over-IP-Technik ist ein Standard, um DVB-S- und DVB-S2-Signale zu empfangen und über Ethernet-Netzwerke zu verteilen. SAT-IP ist ein offener, herstellerunabhängiger Standard, der von der europäischen Standardisierungsorganisation CENELEC zertifiziert wurde. Sat-IP übersetzt empfangene Satellitensignale mittels eines Sat-IP-Konverters unabhängig von der Internetverbindung in lokale Netze. Dies ermöglicht den mobilen Empfang des Satellitensignals mittels WLAN oder LAN auf Geräten, die keinen integrierten Satellitenempfänger haben. Dadurch reicht es aus, alle im jeweiligen Netzwerk angebundenen Geräte mittels eines Single-LNBs und Sat-IP zu versorgen. Das ermöglicht den Satellitenempfang auf allen netzwerkfähigen Geräten wie Tablets, PCs, Laptops, Smartphones und allen Fernsehgeräten mittels WLAN oder LAN. Der Anschluss jedes einzelnen Gerätes an ein Twin-LNB oder Quad-LNB oder eine Verteilerstation entfällt somit. Voraussetzung ist, dass die neuen Geräte Sat-IP-tauglich sind, da sonst ein spezieller Sat-to-IP-Router zur Umwandlung vom Sat- in ein Netzwerksignal benötigt wird. Diese Geräte werden auch unter dem Namen Sat-IP-Konverter, Sat-IP-Server oder Sat-IP-Netzwerktransmitter angeboten und können das umgewandelte Signal an mehrere Endgeräte gleichzeitig übertragen. Es sind SAT-IP-LNBs erhältlich, die die SAT-IP-Konverter-Software bereits implementiert haben und das Signal direkt im LNB umwandeln.